# Blandford Forum
Blandford Forum è un villaggio e parrocchia civile di 10 607 abitanti della contea del Dorset, in Inghilterra.